# Monika Meyer (Fußballspielerin)
Monika Meyer (* 23. Juni 1972 in Bürbach) ist eine ehemalige deutsche Fußballspielerin.

## Karriere

### Vereine
Monika Meyer begann ihre Fußballkarriere bei der Bürbacher Spielvereinigung 1909 e. V., einem Stadtteilverein aus Siegen in Nordrhein-Westfalen. Sie spielte von 1980 bis 1983 in der D-Jugend und wechselte im Jahr 1983 zur Mädchenabteilung des TSV Siegen, mit der sie ihre ersten Erfolge erzielte. Mit den Siegenerinnen wurde sie 1992 und 1996 Deutscher Meister; 1993 gewann sie den DFB-Pokal.
Zur Saison 1997/98 wechselte sie zur SG Praunheim, aus der am 27. August 1998 der 1. FFC Frankfurt hervorgehen sollte. Nach zwei Turniersiegen um den DFB-Hallenpokal gewann sie 1999 mit ihrer Mannschaft das Double und erzielte mit 17 Saisontoren in der Bundesliga ihr bestes Saisonergebnis. Mit Saisonende 2000/01 beendete sie ihre aktive Fußballerkarriere, nachdem sie ihre letzten beiden Spielzeiten für die Sportfreunde Siegen bestritten hatte.

### Auswahl-/Nationalmannschaft
Als Spielerin der Auswahlmannschaft des Hessischen Fußball-Verbandes gewann sie 1998 den Länderpokal.
Am 27. Mai 1997 debütierte sie in der A-Nationalmannschaft, die in Kopenhagen im Test-Länderspiel gegen die Nationalmannschaft Dänemarks 2:2 unentschieden spielte. Einen Monat später nahm sie mit der DFB-Auswahl an der Europameisterschaft teil, die mit dem Gewinn des Titels beendet werden konnte. Zwei Jahre später nahm sie an der Weltmeisterschaft teil. Im Viertelfinale folgte mit der 2:3-Niederlage das Aus gegen den späteren Weltmeister, der Mannschaft der Vereinigten Staaten. Es war zugleich ihr letzter von insgesamt 27 Einsätzen als Nationalspielerin; insgesamt erzielte sie fünf Tore.

## Erfolge
- Europameister 1997
- Länderpokalsieger 1998
- Deutscher Meister 1992, 1996, 1999
- DFB-Pokal-Sieger 1993, 1999
- DFB-Hallen-Sieger 1997, 1998, -Finalist 2000

## Sonstiges
Monika Meyer hat eine Lehre als Bauzeichnerin und später das Architekturstudium abgeschlossen. Heute ist sie in Siegen als selbstständige Architektin und Gebäude-Energieberaterin tätig.